# 恐怖に襲われた街
『恐怖に襲われた街』（きょうふにおそわれたまち、Peur Sur La Ville）は1975年のフランスの映画。主演はジャン・ポール・ベルモンド。
『ジャン＝ポール・ベルモンドの恐怖に襲われた街』との邦題が使われることもある。
日本では、2020年に『ジャン＝ポール・ベルモンド傑作選』として、「大盗賊」「大頭脳」「危険を買う男」「オー!」「ムッシュとマドモアゼル」「警部」「プロフェッショナル」とともに上映された。

## キャスト
| 役名             | 俳優                         | 日本語吹替                                                                                                  |
| 役名             | 俳優                         | テレビ東京版                                                                                                |
| ---------------- | ---------------------------- | --- |
| ルテリエ警部     | ジャン・ポール・ベルモンド   | 前田昌明 |
| モアサック刑事   | シャルル・デネル             | 仁内建之 |
| ノラ・エルメール | レア・マッサリ               | 高島雅羅 |
| ピエール         | アダルベルト・マリア・メルリ | 若本規夫 |
| エレーヌ         | カトリーヌ・モラン           | 勝生真沙子                                                                                                  |
| 不明 その他      |                              | 北村弘一 村松康雄 小島敏彦 加藤正之 峰恵研 さとうあい 広瀬正志 塚田正昭 小室正幸 村國守平 松尾貴司 江沢昌子 |
|                  |                              | |
| 演出             | 演出                         | 藤山房伸 |
| 翻訳             | 翻訳                         | 入江敦子 |
| 効果             | 効果                         | 南部満治 |
| 調整             | 調整                         | 金谷和美 |
| 制作             | 制作                         | ザック・プロモーション                                                                                      |
| 解説             | 解説                         | 木村奈保子                                                                                                  |
| 初回放送         | 初回放送                     | 1989年11月9日 『木曜洋画劇場』                                                                              |

※日本語吹替はBD収録

## スタッフ
- 監督・脚本：アンリ・ヴェルヌイユ
- 製作：ジャン＝ポール・ベルモンド、アンリ・ヴェルヌイユ
- 撮影：シャルル＝アンリ・モンテル
- 撮影監督：ジャン・パンゼ
- 編集：ピエール・ジレット
- 音楽：エンニオ・モリコーネ